# 唐聞生
唐聞生（とう ぶんせい、1943年3月 - ）は、中華人民共和国の英語通訳。父は唐明照。幼少時代をアメリカで過ごし、20代で中国に帰国、毛沢東や周恩来の通訳を務める。近年は帰国華僑としての経験を生かし、中華全国帰国華僑聯合会、全国政協香港・マカオ・台湾華僑委員会などで活動している。

## 幼少時
1943年3月、ニューヨークのブルックリン区に生まれる。当時、父の唐明照は『華僑日報』の編集長で、アメリカ共産党中国部門の幹部でもあった。中高時代をアメリカで過ごし、1964年ごろに中国に帰国。北京外国語大学を卒業する。

## 毛沢東の通訳
その後、中国外交部美洲及大洋洲事務司の副司長となる。1970年12月18日、毛沢東とアメリカのジャーナリストエドガー・スノーの通訳を務めた。この時、毛沢東が発した「和尚打傘」の語を完全に誤訳し、これをエドガー・スノーが更に思い入れたっぷりの英語にして雑誌タイムに記したことから、晩年の毛沢東の誤ったイメージを世界中に広めてしまった（エドガー・スノー#毛沢東の「和尚打傘」）。
1972年2月にニクソン大統領が訪中した際にも通訳を務め、周恩来、唐聞生、毛沢東、ニクソン、ヘンリー・キッシンジャー、ウィンストン・ロード(en)という席順であり、毛沢東の右隣であった。その際、キッシンジャーが毛沢東に「最近英語を勉強されているそうですね」と聞いたのに対して、それを否定する毛沢東に付け加えて、唐聞生は「毛主席は英語を1つ作りました。Paper Tiger（張子の虎）という語です」と言っている。1972年9月、日本の田中角栄首相訪中の際にも毛沢東の通訳を務め、田中首相の「（日中間の過去で）迷惑をかけた」という発言に文句を付け、日中共同声明で「中国人民に重大な損害を与えた」という表現を取らせるきっかけを与えたとされる。ただし「唐聞生が文句を言った」は毛沢東の冗談であるとも言われている。
1974年、江青と鄧小平が対決した風慶号事件の際、江青の言い分を王海容と共に毛沢東に伝える役割を与えられている。1975年10月21日のキッシンジャー訪中の際には毛沢東は病身であり、会談に際して王海容と共に毛沢東が起き上がるのを手伝っている。1976年には康生に与して毛沢東に四人組を誣告したとして、章士釗(zh)と喬冠華に告発されたが、四人組が失脚したために難を逃れている。

## 近年
1984年、英字紙『中国日報』(zh)の副総編集を務める。1999年7月9日からの第六次全国帰国華僑僑眷代表大会で中国僑聯第六届委員会の常務委員会で、副主席16人の1人に選ばれている。2001年7月14日には中華全国帰国華僑聯合(中国僑聯)代表団の団長として来日し、在日中国科学技術者聯盟と会談している。2003年9月29日、北京の「旅日華僑・留学生帰国五十周年記念大会」では中国僑聯副主席として挨拶をしている。2006年6月28日、第2回東京-北京フォーラムでは、全国政協香港・マカオ・台湾華僑委員会副主任、中国僑聯顧問として、パネリストを務めた。2007年4月、中国宋慶齢基金会の副主席として第2回江北水城桜祭りに出席している。2007年8月、第2回東京-北京フォーラムで全国政治協商会議、香港・マカオ・台湾華僑委員会副主任として出席。2008年2月、北京行われた朝日新聞の新刊の中国語版発刊式に出席している。